# Reprezentacja Szwajcarii na Mistrzostwach Europy w Wioślarstwie 2010
Reprezentacja Szwajcarii na Mistrzostwach Europy w Wioślarstwie 2010 liczyła 12 sportowców. Najlepszymi wynikami było 3. miejsce w czwórce podwójnej kobiet oraz czwórce bez sternika wagi lekkiej mężczyzn.

## Medale

### Złote medale
Brak

### Srebrne medale
Brak

### Brązowe medale
czwórka bez sternika wagi lekkiej (LM4-): Simon Schürch, Lucas Tramer, Simon Niepmann, Mario Gyr
czwórka podwójna (W4x): Regina Naunheim, Nora Fiechter, Katja Hauser, Martina Ernst

## Wyniki

### Konkurencje mężczyzn
- jedynka (M1x): Fabrizio Güttinger – brak[1]
- dwójka podwójna (M2x): Andre Vonarburg, Florian Stofer – 6. miejsce
- czwórka bez sternika wagi lekkiej (LM4-): Simon Schürch, Lucas Tramer, Simon Niepmann, Mario Gyr – 3. miejsce

### Konkurencje kobiet
- jedynka wagi lekkiej (LW1x): Olivia Wyss – 8. miejsce
- czwórka podwójna (W4x): Regina Naunheim, Nora Fiechter, Katja Hauser, Martina Ernst – 3. miejsce